# 手塚治
手塚 治（てづか おさむ、1960年（昭和35年）3月1日 - 2023年（令和5年）2月11日）は、日本の実業家・ テレビドラマ・映画プロデューサー。東映代表取締役社長。
名前の「治」は、名前に部首がさんずいの漢字がある傾向にあった一家に生まれた事によるもので、漫画家の手塚治虫とは無関係である。

## 来歴・人物
千葉県木更津市出身。木更津市立木更津第一小学校、木更津市立木更津第一中学校、千葉県立木更津高等学校を経て、青山学院大学文学部を卒業。
実家は比較的大きな新聞販売店を営み、幼少の頃から活字に親しんだ。高校、大学時代は映画研究部に所属。当時木更津には、映画館が5つあり、なかでも木更津東映は、2本立てて2週間ごとに掛かる作品が変わるが欠かさず見ていた。
1983年（昭和58年）に東映に入社する。入社試験を受けたのは、東映だけであった。その理由はプロデューサーと一般職の職種別採用を行っていたから。映画に飽き足らずドラマへの関心が膨らんでいたころ、これからさらにテレビが面白くなると思い、希望してドラマ制作部門に配属となり、テレビ畑一筋に歩む。中曽根千治プロデューサーにつき、『スケバン刑事』シリーズの担当を皮切りに、フジテレビの若者向けドラマを数多く担当した。
1998年（平成10年）9月中間期、東映は不動産事業の低迷とヒット作不足で上場来初の赤字に転落、99年には東京撮影所の一部を売却し、自社制作を減らす方針を固めていた。そんな折に「京都で現代劇を撮れ」と命じられる。テレビ朝日の木曜夜8時の枠は長らく時代劇だったが、視聴率の低迷で変革が迫られ、京都撮影所でチーフプロデューサーとして、現代劇を撮れという話であった。さっそく、数人のチームが組まれアイデアを出し合うが、既に、東京撮影所で制作していた『はぐれ刑事純情派』が人気を博していた。当時、1話完結型の事件ものが高視聴率を得ており、定番の事件ものでありながら全く新しいドラマができないかと知恵を絞り、生まれたのが『科捜研の女』であった。はぐれ刑事純情派は、男性刑事は拳銃などは使わず犯罪の裏に隠れた心理、人情を描いていたが、新ドラマでは人情ではなく、理論、男性ではなく女性が主役という逆張りを考え、沢口靖子に主演を引き受けてもらうことになった。沢口の起用に際しては、東映の「美しいものは汚す」というDNAに則り、高級ブランドの服ではなく、知的な印象を与える白衣を着てもらって、沢口の新鮮な魅力を引きだした。
このほか、『味いちもんめ』、『京都迷宮案内』、『大奥』など数多くのヒットシリーズを手がけた。
2010年（平成22年）6月執行役員（テレビ第一営業部長委嘱）、2012年6月取締役、2016年6月常務取締役（テレビ事業部門担当テレビ企画制作兼テレビ第一営業部長委嘱）を経て、2020年（令和2年）6月に相談役に退いた多田憲之の後任として社長に就任する。翌年6月からは治療を受けながら仕事を続けていたが、2023年2月11日、肺動脈血栓のため、死去した。62歳没。訃報は同月14日に東映から公表された。メディアによる複数の関係者への取材によれば、手塚はがんを患っており治療による脱毛の症状が出ていたが、亡くなる前週も陣頭指揮を執っていたという。

## プロデュース作品

### 連続テレビドラマ
- スケバン刑事（1985年、フジテレビ／東映）　※プロデューサー補
- スケバン刑事II 少女鉄仮面伝説（1985-1986年、フジテレビ／東映）
- スケバン刑事III 少女忍法帖伝奇（1986-1987年、フジテレビ／東映）
- 少女コマンドーいづみ（1987-1988年、フジテレビ／東映）
- 藤子不二雄の夢カメラ（1988年、フジテレビ／東映）
- 花のあすか組!（1988年、フジテレビ／東映）
- 木曜劇場・あなたが欲しい（1989年、フジテレビ／共同テレビ／東映）※プロデューサー補
- 木曜劇場・しゃぼん玉（1991年、フジテレビ／東映）
- 妻たちの劇場・真夏の出来事（1992年、フジテレビ／東映）
- JTドラマBOX・ビーナスハイツ（1992-1993年、毎日放送／東映）
- 木曜ドラマ・セールスレディは何を見た（1993年、テレビ朝日／東映）
- ボクたちのドラマシリーズ・幕末高校生（1994年、フジテレビ／セントラル・アーツ）
- 木曜ドラマ・味いちもんめ 全2シリーズ（1995年,1996年、テレビ朝日／東映）
- 木曜の怪談内以下7作。（1995-1996年、フジテレビ／セントラル・アーツ）
  - 七瀬ふたたび
  - ゴーストハンター早紀
- 月曜ドラマ・イン・闇のパープル・アイ（1996年、テレビ朝日／東映）
- 木曜ミステリー（テレビ朝日／東映）
  - 京都迷宮案内 全5シリーズ（1999-2003年）
  - 科捜研の女 全5シリーズ（1999-2002年,2009年-）
  - 異議あり!女弁護士大岡法江（2004年）
  - 新・科捜研の女 （2004-2008年）
  - 新・京都迷宮案内 第2シリーズ～ （2004年-）※第5シリーズ（2008）は「チーフプロデューサー」名義。
- 火曜時代劇・大奥（2003年、フジテレビ／制作協力:東映）
- 木曜劇場・大奥〜第一章〜（2004年、フジテレビ／東映）
- 木曜劇場・大奥〜華の乱〜（2005年、フジテレビ／東映）
- ドラマ10・フェイク 京都美術事件絵巻（2011年、NHK大阪放送局／東映）
- 鴨、京都へ行く。-老舗旅館の女将日記-（2013年、フジテレビ／東映）

### 単発テレビドラマ
※前項のテレビシリーズのスペシャルを除く。
- 男と女のミステリー「ロマンスに弱いの」（1989年、フジテレビ／東映）
- 世にも奇妙な物語 第1シリーズ第4話「プレゼント」「殺人者は後悔する」「親切すぎる家族」（1990年、フジテレビ／セントラル・アーツ）
- 世にも奇妙な物語 第2シリーズ「バカばっかりだ！」「こけし谷」「さよなら蔵町キネマ」（1991年、フジテレビ／セントラル・アーツ）
- 世にも奇妙な物語 第2シリーズ「替え玉」「人格改造ドリンク」「仙人」（1991年、フジテレビ／セントラル・アーツ）
- 大人は判ってくれない第5回「あいつがヒーロー」「タクシー」（1992年、フジテレビ／セントラル・アーツ）
- 世にも奇妙な物語春の特別篇 「奇数」「冷やす女」（2000年、フジテレビ／東映）
- 黒いバッグの女（2005年、テレビ朝日／東映）
- 金曜プレステージ大奥スペシャル～もうひとつの物語～（2006年、フジテレビ／東映）
- 白虎隊（2007年、テレビ朝日／東映）
- 天と地と（2008年、テレビ朝日／東映）※チーフプロデューサー
- 落日燃ゆ（2009年、テレビ朝日／東映）
- 女刑事・音道貴子~凍える牙（2010年、テレビ朝日／東映）※企画
- 女信長（2013年4月、フジテレビ／制作協力：東映）

### 映画
- ときめきメモリアル（1997年、東映／フジテレビ）
- 世にも奇妙な物語 映画の特別編「携帯忠臣蔵」（2000年、東宝／フジテレビ）
- 大奥（2006年、東映／フジテレビ）
- 幕末高校生（2014年、東映／フジテレビ）※製作
- レジェンド&バタフライ（2023年、東映）※製作